# Stojeszyn (gromada)
Stojeszyn – dawna gromada, czyli najmniejsza jednostka podziału terytorialnego Polskiej Rzeczypospolitej Ludowej w latach 1954–1972.
Gromady, z gromadzkimi radami narodowymi (GRN) jako organami władzy najniższego stopnia na wsi, funkcjonowały od reformy reorganizującej administrację wiejską przeprowadzonej jesienią 1954 do momentu ich zniesienia z dniem 1 stycznia 1973, tym samym wypierając organizację gminną w latach 1954–1972.
Gromadę Stojeszyn z siedzibą GRN w Stojeszynie (obecnie są to dwie wsie: Stojeszyn Pierwszy i Stojeszyn Drugi) utworzono – jako jedną z 8759 gromad na obszarze Polski – w powiecie kraśnickim w woj. lubelskim na mocy uchwały nr 10 WRN w Lublinie z dnia 5 października 1954. W skład jednostki weszły obszary dotychczasowych gromad Brzeziny, Felinów, Stojeszyn I i Stojeszyn II ze zniesionej gminy Modliborzyce w tymże powiecie. Dla gromady ustalono 14 członków gromadzkiej rady narodowej.
1 stycznia 1956 gromada weszła w skład reaktywowanego powiatu janowskiego w tymże województwie.
1 stycznia 1957 do gromady Stojeszyn włączono kolonię Stojeszyn z gromady Polichna Dolna w powiecie kraśnickim w tymże województwie. 
1 stycznia 1962 gromadę zniesiono, włączając jej obszar do gromady Potoczek w tymże powiecie.